# Elliot Knight
Pour l’article homonyme, voir Knight.
Elliot Knight né le 10 juillet 1990 à West Bromwich (Birmingham) au Royaume-Uni est un acteur britannique.

## Biographie

### Carrière
En janvier 2017, il rejoint la distribution du pilote de Life Sentence, pour interpréter Wes, l'un des personnages principaux de la série aux côtés de Lucy Hale et Jayson Blair. En mai 2017, la série est officiellement commandée. Le 8 mai 2018, la chaîne annonce l'annulation de la série après seulement une saison. Elle est diffusée du 7 mars au 15 juin 2018 sur le réseau The CW.
Il joue le rôle de Kyle Garrick dans Call of Duty: Modern Warfare (2019).

## Filmographie

### Cinéma
- 2013 : 400 Boys : B-Big
- 2014 : Dangerous Liaisons  : Leo James
- 2015 : The Advocate : Brett
- 2016 : Ransom Games (Take Down ou Billionaire Ransom) : Marsac
- 2019 : Color Out of Space de Richard Stanley : Ward Phillips
- 2024 : Your Lucky Day de Dan Brown : Abraham

### Séries télévisées
- 2012 : Sinbad : Sinbad (12 épisodes)
- 2013 : Londres, police judiciaire : Neil Jenkins (1 épisode)
- 2013 : By Any Means : Charlie O' Brien (6 épisodes)
- 2014 - 2015 : Murder : Aiden Walker (2 épisodes)
- 2015 : Once Upon A Time : Merlin (6 épisodes)
- 2016 : American Gothic : Brady Ross
- 2017 : No Tomorrow : Graham (1 épisode)
- 2018 : Life Sentence : Wes Charles (13 épisodes)
- 2019 : The Boys : Colin
- 2025 : Countdown : Keyonte Bell